# Blarney Castle
Blarney Castle (gælisk Caisleán na Blarnan) er en middelalderlig fæstning i Blarney, nær Cork i Irland, der ligger ved floden Martin. Der har været tidligere fæstninger på stedet, men det nuværende keep er opført i 1446 af MacCarthy of Muskerry-dynastiet, der var en sidegren af kongeslægten i Desmond. Borgen er berømt for Blarney Stone, der sidder i en machicoulis, og som skal kysses ved besøg på stedet.